# 오크밸리리조트
오크밸리리조트는 대한민국 강원특별자치도 원주시 지정면에 위치한 스키장이다.

## 같이 보기
- 한국의 스키장 일람